# Sinaiella nebulosa
Sinaiella nebulosa är en bönsyrseart som beskrevs av Boris Petrovich Uvarov 1924. Sinaiella nebulosa ingår i släktet Sinaiella och familjen Mantidae. Inga underarter finns listade i Catalogue of Life.